# خطوط نورث ويست الجوية الرحلة 2
تحطمت طائرة لوكهيد 14H التابعة لشركة خطوط نورث ويست الجوية Northwest Airlines رحلة رقم 2 ورقم التسجيل (NC17388) بمرتفعات بريجار بولاية مونتانا بالقرب من قرية بوزيمان بتاريخ 10 يناير 1938. وقد مات جميع من كان عليها من الركاب، وتعتبر أول حادث مميت بالنسبة لشركة خطوط نورث ويست الجوية ولطائرة لوكهيد.
تلك الرحلة كانت من سياتل، واشنطن إلى شيكاغو ومرورا ببوتي وبيلينغز. الرحلة كانت بالتو أقلعت من بوتي ومرورا فوق بيلغراد، مونتانا عندما حولت مسارها شمالا لتبتعد عن عاصفة رملية. فقام مساعد الطيار بالاتصال لاسلكيا على الشركة الساعة 3:05 مساء بالتوقيت المحلي للسؤال عما يمكن فعله بعد وصول الطائرة إلى ارتفاع 9,000 قدم بالساعة 2:53 مساء. الشهود الذين كانوا بالأرض أفادوا بأنها مرت فوق نقطة بالجبل لارتفاع 8,500 قدم فوق سطح البحر، حيث سقطت مباشرة بعد انزلاقها شراعيا لفترة قصيرة، واشتعلت بها النيران بعد ارتطامها بالأرض وقد مات جميع الركاب.

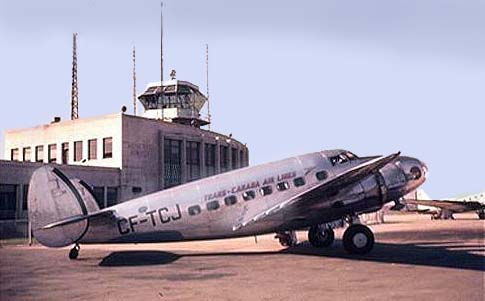
لوكهيد L-14 Super Electra

قرر المحققون بهيئة الطيران المدني -وهي هيئة قبل وكالة الطيران الفدرالية- بأن كلا من الزعنفة العمودية والدفتين من الطائرة. فاعتقدوا بأن مجموعة الذيل قد فشلت بالعمل بسبب رفرفة (اهتزاز) الطائرة. التقارير الجوية عن المنطقة المحيطة للحادث تفيد بأن الطائرة واجهت عاصفة خطيرة مما سبب ذلك الاهتزاز.

## ما بعد الحادث
خلال 24 ساعة من حصول هذا الحادث أمرت وزارة التجارة الأمريكية (وهي الهيئة الحاكمة لهيئة الطيران المدني) من جميع طائرات لوكهيد Super Electra بعدم الطيران وأن يفحص الأداء للتأكد بأن الأرقام التي تم الحصول عليها عن فحص اهتزازات الطائرة هي دقيقة. فاكتشف بأن الآلة التي استخدمتها شركة لوكهيد (ومرخصة من قبل وزارة التجارة) لقياس مراحل الاهتزاز الطبيعي لقطع مكونات الطائرة، قد اعطت مهندسي لوكهيد نتائج غير صحيحة. فأمرت وزارة التجارة من المصنع بتطوير الدفة لجميع طائرات Super Electra لكي يقلل ماأمكن من الاهتزاز الذي يسبب بكسرها خلال الطيران.
تم نصب برج ساعة عام 1939 بمطار سبوكان بولاية واشنطن كذكرى لضحايا حادث رحلة رقم 2.
رقم الرحلة لا تزال الشركة تستخدمه في خط مانيلا-طوكيو-لوس أنجلوس.

## وصلات خارجية ومراجع
- " تقرير حادث طائرة نورث ويست رحلة رقم 2 تقارير خاصة من وزارة النقل.
- Flight 2 at planecrashinfo.com